# Starreklinte Station
Starreklinte Station er en nedlagt dansk jernbanestation på Hørve-Værslev Jernbane (1918-56). Stationen lå ved landsbyen Skippinge, beliggende 4 km vest for Hørve, 6 km øst for Havnsø og 26 km sydvest for kommunesædet Højby. Landsbyen hører til Vallekilde Sogn i Odsherred Kommune.
For at undgå forveksling med trinbrættet Skibinge på Næstved-Præstø-Mern Banen blev stationen opkaldt efter landsbyen Starreklinte 4 km mod nordvest. I 1898 beskrives Skippinge og Starreklinte således: "Skippinge med Børneasyl (opr. 1867) og Mølle; Starreklint...med Skole, Arbejderboliger og Købmandsgaard." Ifølge målebordsbladene havde Skippinge også smedje, i 1900-tallet desuden missionshus.
Foruden stationsbygningen, hvor der også var postekspedition, havde stationen muret varehus, kvægfold og et 140 m langt læsse- og omløbsspor.